# Ceel Gaal
Ceel Gaal (ook: Silil, Sillil) is een dorp in het noordoosten van het District Zeila, regio Awdal, in de niet-erkende staat Somaliland (en dus juridisch nog steeds gelegen in Somalië).
Ceel Gaal ligt ca. 45 km ten zuiden van de districtshoofdstad Zeila in een vrijwel onbewoonde woestijnsteppe waar nomaden rondtrekken met vee, de zgn. Guban of ‘Banka Geeriyaad’ (vlakte des doods). Het dorp ligt aan een onverharde weg, niet ver van de Wadi Silil. Er staan drie grote zendmasten in het dorp. Ceel Gaal heeft een van de drie belangrijkste waterpunten in het gehele Guban-gebied en in het droge seizoen leidt dat tot aanzienlijke concentraties van vee rond het dorp.
Dorpen in de omgeving zijn Caashacado (22,1 km noordelijk), Gerisa (41,2 km zuidelijk) en Haren (24,1 km ten zuidwesten).
Klimaat: Ceel Gaal heeft een woestijnklimaat. De gemiddelde jaartemperatuur is 29,7°C. Juli is de warmste maand, gemiddeld 35,3°C; januari is het koelste, gemiddeld 24,9°C. De jaarlijkse regenval bedraagt ca. 86 mm (ter vergelijking: in Nederland ca. 800 mm). Er is geen sprake van een regenseizoen en een droog seizoen; er valt het hele jaar weinig neerslag; nooit meer dan max. ± 13 mm per maand (in april).